# Pyrrhula erythaca
El camachuelo cabecigrís (Pyrrhula erythaca) es una especie de ave paseriforme de la familia Fringillidae propia de Asia.

## Distribución y hábitat
Se encuentra en los bosques templados y de montaña del sureste de Asia, distribuido por China, Bután, Nepal, el noreste de la India, Birmania y Taiwán.

## Taxonomía
Los estudios genéticos indican que todas las especies del género Pyrrhula tienen un ancestro común el camachuelo picogrueso (Pinicola enucleator).